# Eulophus iapetus
Eulophus iapetus är en stekelart som beskrevs av Walker 1839. Eulophus iapetus ingår i släktet Eulophus och familjen finglanssteklar. Inga underarter finns listade i Catalogue of Life.